# Helena Fromm
Helena Fromm (Oeventrop, 5 agosto 1987) è una taekwondoka tedesca.

## Palmarès

### Giochi olimpici
- Bronzo a Londra 2012

### Mondiali di taekwondo
- Bronzo a Campionati mondiali di taekwondo 2007
- Bronzo a Campionati mondiali di taekwondo 2011

### Europei di taekwondo
- Argento a Campionati europei di taekwondo 2006
- Oro a Campionati europei di taekwondo 2008
- Bronzo a Campionati europei di taekwondo 2010